# Телес, Педро Пауло
Пе́дро Па́уло Те́лес Марсели́но (порт. Pedro Paulo Teles Marcelino; 15 августа 1945, Педру-Леополду — 14 февраля 2008, Белу-Оризонти) — бразильский футболист, правый полузащитник. Одна из легенд «Крузейро».

## Биография
Педро Пауло Телес Марселино родился 15 августа 1945 в городе Педру-Леополду, штат Минас-Жерайс.
Педро Пауло начал свою карьеру в любительском клубе «Сосиал Олимпико Ферровьярио» (порт. Social Olímpico Ferroviário).
В 1963 году Педро Пауло перешёл в молодёжный состав клуба «Крузейро». Во взрослой же команде Педро Пауло дебютировал 18 июня 1964 года. Через два года, «Крузейро» выиграл чемпионат Бразилии, прервав 5-летнюю гегемонию «Сантоса», а, помимо этого, 7 раз стал чемпионом штата Минас-Жерайс.
21 мая 1972 года в дерби с «Атлетико Минейро», Педро Пауло получил тяжелую травму, от которой он лечился 4 месяца и ещё некоторое время набирал форму. В 1973 году в «Крузейро» пришёл правый полузащитник Нелиньо, который вытеснил Педро Пауло из состава. В феврале 1974 года Педро Пауло покинул команду. Всего за «Крузейро» Педро Пауло провёл 405 матчей, забил 4 гола.
После ухода из «Крузейро», Педро Пауло выступал за команды «Атлетико Паранаэнсе», «Пайсанду», «Униао Бандейрантес», эквадорский «Эмелек», «Виторию» и «Санта-Круз», нигде не задерживаясь подолгу.
В сборной Бразилии Педро Пауло дебютировал 11 августа 1968 года в товарищеском матче со сборной Аргентины, бразильцы выиграли со счетом 3:2. Больше за сборную Педро Пауло не играл.
После окончания карьеры футболиста, Педро Пауло работал тренером молодёжи в городе Сети-ди-Сетембру с 1984 по 1989 годы.
25 декабря 2007 года Педро Пауло был госпитализирован в больницу Жоао XXIII города Белу-Оризонти, где умер от инсульта через два месяца. Он был похоронен на кладбище Семитериу-де-Саудад.

## Награды
- Чемпион штата Минас-Жерайс: 1965, 1966, 1967, 1968, 1969, 1972, 1973
- Чемпион Бразилии: 1966
- Обладатель Кубка Минас-Жерайс: 1973